# 101 Réductions
101 Réductions (France) ou Les feuilles mortes se ramassent en appel (Québec) (101 Mitigations) est un épisode de la série télévisée d'animation Les Simpson. Il s'agit du quinzième épisode de la trentième saison et du 654e de la série.

## Synopsis
Homer va dîner gratuitement avec les enfants dans un restaurant gastronomique, grâce à une erreur sur le coupon de réduction, pendant que Marge s'offre un massage avec l'argent épargné. Après le repas, il explique aux enfants que ce n'est pas bien de tirer profit des erreurs des autres et que cela doit rester une exception. Mais quand le voiturier lui amène une voiture de collection qui n'est pas la sienne, il ne peut pas résister à la tentation de conduire la voiture de ses rêves. Il embarque les enfants, et malgré la protestation de Lisa, s'en va faire un tour dedans. Bart essaie tous les accessoires du véhicule et Lisa en apprécie la couleur. Mais quand il rend la voiture prétextant une étourderie de sa part, il s'aperçoit que c'est celle du vendeur de BD qui est furax et accuse Homer de l'avoir volée et abîmée. Ce dernier s'excuse et propose de payer les réparations contre une nouvelle plaque d'immatriculation personnalisée. Le vendeur de BD est sur le point d'accepter quand il découvre avec effroi l'édition d'origine souillée de Radioactive Man que lui avait donné son père. Il porte plainte contre Homer qui se fait arrêter par la police et se retrouve au tribunal. Il essaie de plaider sa cause avec un discours écrit par Lisa, mais est déclaré coupable.
Marge décide alors d'aller amadouer le vendeur de BD, mais s'y prend mal et ce dernier est encore plus en colère. Lisa propose à ses parents de tourner une vidéo de réduction de peine, comme elle en a vu sur internet. Elle espère que cela donnera une meilleure image de son père au juge et attendrira les jurés. Reste à savoir comment tourner cette vidéo et qui témoignera en faveur d'Homer, car ils sont peu nombreux à avoir une bonne opinion de lui. Le montage ne résolvant pas tout, Lisa décide d'employer les grands moyens, ce qui marche le mieux, à savoir les bébés et les chiens.

## Réception
Lors de sa première diffusion, l'épisode a attiré 2,25 millions de téléspectateurs.